# Nigeria i olympiska sommarspelen 1988
Nigeria deltog i de olympiska sommarspelen 1988 med en trupp bestående av 69 deltagare, men ingen av landets deltagare erövrade någon medalj.

## Fotboll
Gruppspel
| Rank | Lag         | Spelade | Vinster | Oavgjorda | Förluster | Gjorda mål | Insläppta mål | Poäng |  | Brasilien | Australien | Jugoslavien | Nigeria |
| ---- | ----------- | ------- | ------- | --------- | --------- | ---------- | ------------- | ----- |  | --------- | ---------- | ----------- | ------- |
| 1.   | Brasilien   | 3       | 3       | 0         | 0         | 9          | 1             | 6     |  | X         | 3:0        | 2:1         | 4:0     |
| 2.   | Australien  | 3       | 2       | 0         | 1         | 2          | 3             | 4     |  | 0:3       | X          | 1:0         | 1:0     |
| 3.   | Jugoslavien | 3       | 1       | 0         | 2         | 4          | 4             | 2     |  | 1:2       | 0:1        | X           | 3:1     |
| 4.   | Nigeria     | 3       | 0       | 0         | 3         | 1          | 8             | 0     |  | 0:4       | 0:1        | 1:3         | X       |

## Friidrott
Herrarnas 4 x 100 meter stafett
- Victor Edet, Davidson Ezinwa, Abdullahi Tetengi och Olatunji Olobia
  - Heat – 39,15
- Victor Edet, Olapade Adeniken, Isiaq Adeyanju och Olatunji Olobia
  - Semifinal – 39,05 (→ gick inte vidare)

Herrarnas 4 x 400 meter stafett
- Sunday Uti, Moses Ugbusien, Henry Amike och Innocent Egbunike
  1. Heat – 3:06,59
  2. Semifinal – 3:01,13
  3. Final – 3:02,50 (→ 7:e plats)

Herrarnas maraton
- Yohanna Waziri – 2"29,14 (→ 60:e plats)
- Abbas Mohammed – 2"35,26 (→ 70:e plats)

Herrarnas längdhopp
- Yusuf Ali
  - Kval – 7,73m (→ gick inte vidare)

Herrarnas diskuskastning
- Adewale Olukoju
  - Kval – 54,44m (→ gick inte vidare)

Damernas 4 x 400 meter stafett
- Falilat Ogunkoya, Kehinde Vaughan, Airat Bakare och Mary Onyali
  - Heat – 3:30,21 (→ gick inte vidare)

Damernas diskuskastning
- Grace Apiafi
  - Kval – 49,84m (→ gick inte vidare)

Damernas kulstötning
- Grace Apiafi
  - Kval – 15,06m (→ gick inte vidare)

## Tennis
Herrsingel
- Sadiq Abdullahi
  1. Första omgången — Förlorade mot Javier Sánchez (Spanien) 2-6, 5-7, 3-6
- Tony Mmoh
  1. Första omgången — Besegrade Wojtek Kowalski (Polen) 6-2, 6-4, 6-4
  2. Andra omgången — Förlorade mot Michiel Schapers (Nederländerna) 6-4, 3-6, 1-6, 6-4, 1-6
- Nduka Odizor
  1. Första omgången — Förlorade mot Robert Seguso (USA) 4-6, 3-6, 2-6